# Prisión de Fremantle
La Prisión de Fremantle es un antiguo reclusorio australiano ubicado en Fremantle, Australia Occidental que operó de 1855 a 1991. En 2010 la construcción fue declarada Patrimonio de la Humanidad por la Unesco como parte de los Sitios australianos de presidios, un conjunto de once edificios históricos que representan «el fenómeno de la deportación masiva de delincuentes y de la expansión de las potencias coloniales europeas mediante la explotación de mano de obra reclusa».

## Historia
La Prisión de Fremantle fue construida por el Reino Unido entre 1853 y 1855. Los primeros prisioneros entraron el 1 de junio de 1855. En 1859 se concluyó el ala norte del complejo. Inicialmente fue utilizada para recluir a los convictos trasladados a la colonia penal de Australia. En 1886 la Corona británica trasladó la administración de la penitenciaría al gobierno australiano para que recluyera a prisioneros locales. A partir de 1887 empezó a funcionar un edificio anexo como prisión para mujeres.
En 1898 y 1911 se llevaron a cabo sendas comisiones de investigación por parte de la Corona Británica en respuesta a las continuas quejas sobre las condiciones de vida en que se mantenían los prisioneros. Como resultado se aplicaron múltiples reformas al sistema penal australiano, así como cambios en la estructura y funcionamiento de la prisión. Parte de la prisión fue utilizada como centro de internamiento durante la Primera y la Segunda Guerra Mundial.
La prisión fue el único lugar autorizado en Australia Occidental para ejecutar la pena de muerte durante la mayor parte de su existencia. Entre 1888 y 1984 se llevó a cabo la ejecución mediante ahorcamiento de 40 prisioneros.
En 1988 inició un motín en la prisión a causa de los malos tratos que los prisioneros recibían por parte de los custodios. En la revuelta se generó un incendio que causó 1.8 millones de dólares australianos en daños. Aunque no hubo fallecidos, la escala del motín llamó la atención del país acerca de las condiciones en que se mantenía a los reos recluidos dentro de la Prisión de Fremantle. La prisión fue clausurada en 1991 y empezó a funcionar como un museo al año siguiente.